# Natação no Campeonato Mundial de Esportes Aquáticos de 2019 - 200 m borboleta masculino
A prova dos 200 metros borboleta masculino da natação no Campeonato Mundial de Esportes Aquáticos de 2019 ocorreu nos dias 23 de julho e 24 de julho, em Gwangju, na Coreia do Sul. 

## Recordes
Antes desta competição, os recordes mundiais e do campeonato nesta prova eram os seguintes:
| Tipo                  | Atleta         | Tempo   | Local | Data                |
| --------------------- | -------------- | ------- | ----- | ------------------- |
|                       | Michael Phelps | 1:51.51 | Roma  | 29 de julho de 2009 |
| Recorde do campeonato | Michael Phelps | 1:51.51 | Roma  | 29 de julho de 2009 |

Os seguintes novos recordes foram estabelecidos durante esta competição. 
| Data        | Prova | Nadador       | Nacionalidade | Tempo    | Recordes |
| ----------- | ----- | ------------- | ------------- | -------- | -------- |
| 24 de julho | Final | Kristóf Milák | Hungria       | 1: 50.73 | ,        |

## Medalhistas
| Ouro                | Prata            | Bronze             |
| Kristóf Milák (HUN) | Daiya Seto (JPN) | Chad le Clos (RSA) |

## Cronograma
Todos os horários são locais (UTC+9). 
| Data        | Hora  | Evento        |
| ----------- | ----- | ------------- |
| 23 de julho | 10:45 | Eliminatórias |
| 23 de julho | 21:35 | Semifinal     |
| 24 de julho | 20:47 | Final         |

## Resultados

### Eliminatórias
Esses foram os resultados das eliminatórias. Foram realizadas no dia 23 de julho com início às 10:45. 
| Pos. | Bateria | Raia | Nadador              | Nacionalidade            | Tempo   | Notas            |
| ---- | ------- | ---- | -------------------- | ------------------------ | ------- | ---------------- |
| 1    | 5       | 4    | Kristóf Milák        | Hungria                  | 1:54.19 | Q                |
| 2    | 5       | 5    | Daiya Seto           | Japão                    | 1:54.56 | Q                |
| 3    | 5       | 2    | Denys Kesil          | Ucrânia                  | 1:55.82 | Q                |
| 4    | 5       | 3    | Leonardo de Deus     | Brasil                   | 1:56.05 | Q                |
| 5    | 3       | 4    | Chad le Clos         | África do Sul            | 1:56.17 | Q                |
| 6    | 4       | 1    | Antani Ivanov        | Bulgária                 | 1:56.35 | Q                |
| 6    | 5       | 1    | Louis Croenen        | Bélgica                  | 1:56.35 | Q                |
| 8    | 4       | 3    | Zach Harting         | Estados Unidos           | 1:56.42 | Q                |
| 9    | 3       | 1    | Matthew Temple       | Austrália                | 1:56.54 | Q                |
| 10   | 3       | 5    | Federico Burdisso    | Itália                   | 1:56.64 | Q                |
| 11   | 4       | 4    | Tamás Kenderesi      | Hungria                  | 1:56.82 | Q                |
| 12   | 3       | 3    | David Morgan         | Austrália                | 1:56.90 | Q                |
| 13   | 4       | 6    | Luiz Altamir Melo    | Brasil                   | 1:57.08 | Q                |
| 14   | 5       | 8    | Brendan Hyland       | Irlanda                  | 1:57.09 | Q,               |
| 15   | 5       | 7    | Mackenzie Darragh    | Canadá                   | 1:57.13 | Q                |
| 16   | 3       | 2    | Maksym Shemberev     | Azerbaijão               | 1:57.14 | Q                |
| 17   | 3       | 8    | Velimir Stjepanović  | Sérvia                   | 1:57.15 |                  |
| 18   | 4       | 5    | Justin Wright        | Estados Unidos           | 1:57.18 |                  |
| 19   | 4       | 8    | Wang Kuan-hung       | Taipé Chinesa            | 1:57.21 |                  |
| 20   | 4       | 2    | David Thomasberger   | Alemanha                 | 1:57.31 |                  |
| 21   | 4       | 7    | Jan Świtkowski       | Polónia                  | 1:57.58 |                  |
| 22   | 2       | 4    | Kregor Zirk          | Estónia                  | 1:58.04 | Recorde nacional |
| 23   | 5       | 0    | Joan Lluís Pons      | Espanha                  | 1:58.44 |                  |
| 24   | 3       | 0    | Sajan Prakash        | Índia                    | 1:58.45 |                  |
| 25   | 2       | 3    | Adilbek Mussin       | Cazaquistão              | 1:58.58 | Recorde nacional |
| 26   | 3       | 6    | Viktor Bromer        | Dinamarca                | 1:58.59 |                  |
| 27   | 5       | 9    | Quah Zheng Wen       | Singapura                | 1:59.10 |                  |
| 28   | 2       | 1    | Richard Nagy         | Eslováquia               | 1:59.29 | Recorde nacional |
| 29   | 3       | 9    | Luis Vega Torres     | Cuba                     | 1:59.94 |                  |
| 30   | 2       | 7    | Jarod Arroyo         | Porto Rico               | 2:00.28 |                  |
| 31   | 2       | 9    | Ayman Kelzi          | Síria                    | 2:00.59 | Recorde nacional |
| 32   | 4       | 9    | Kim Min-seop         | Coreia do Sul            | 2:00.95 |                  |
| 33   | 2       | 2    | Navaphat Wongcharoen | Tailândia                | 2:01.40 |                  |
| 34   | 2       | 8    | Nicholas Lim         | Hong Kong                | 2:01.46 |                  |
| 35   | 1       | 3    | Gabriel Araya        | Chile                    | 2:01.63 | Recorde nacional |
| 36   | 1       | 4    | Gustavo Gutiérrez    | Peru                     | 2:01.64 |                  |
| 37   | 5       | 6    | Li Zhuhao            | China                    | 2:01.84 |                  |
| 38   | 2       | 5    | Filip Zelić          | Croácia                  | 2:02.47 |                  |
| 39   | 2       | 6    | Michael Gunning      | Jamaica                  | 2:02.89 |                  |
| 40   | 3       | 7    | Wang Zhou            | China                    | 2:03.07 |                  |
| 41   | 1       | 6    | Matthew Mays         | Ilhas Virgens Americanas | 2:03.47 | Recorde nacional |
| 42   | 2       | 0    | Faang der Tiaa       | Malásia                  | 2:03.51 |                  |
| 43   | 1       | 5    | Bryan Alvaréz        | Costa Rica               | 2:04.71 |                  |
| 44   | 1       | 7    | Davor Petrovski      | Macedônia do Norte       | 2:06.33 |                  |
| 45   | 1       | 2    | Fernando Ponce       | Guatemala                | 2:07.61 |                  |
| 46   | 1       | 8    | Salvador Gordo       | Angola                   | 2:11.27 |                  |
| 47   | 1       | 1    | Emilien Puyo         | Mónaco                   | 2:15.13 |                  |
| 48   | 1       | 0    | Collins Saliboko     | Tanzânia                 | DSQ     | DSQ              |
| 48   | 4       | 0    | Nils Liess           | Suíça                    | DNS     | DNS              |

### Semifinal
Esses foram os resultados das semifinais. Foram realizadas no dia 23 de julho com início às 21:35 
Semifinal 1
| Pos. | Raia | Nadador           | Nacionalidade  | Tempo   | Notas            |
| ---- | ---- | ----------------- | -------------- | ------- | ---------------- |
| 1    | 6    | Zach Harting      | Estados Unidos | 1:55.26 | Q                |
| 2    | 4    | Daiya Seto        | Japão          | 1:55.33 | Q                |
| 3    | 5    | Leonardo de Deus  | Brasil         | 1:55.71 | Q                |
| 4    | 2    | Federico Burdisso | Itália         | 1:55.92 | Q                |
| 5    | 3    | Antani Ivanov     | Bulgária       | 1:56.25 | QSO              |
| 6    | 1    | Brendan Hyland    | Irlanda        | 1:56.55 | Recorde nacional |
| 7    | 8    | Maksym Shemberev  | Azerbaijão     | 1:56.78 |                  |
| 8    | 7    | David Morgan      | Austrália      | 1:59.57 |                  |

Semifinal 2
| Pos. | Raia | Nadador           | Nacionalidade | Tempo   | Notas |
| ---- | ---- | ----------------- | ------------- | ------- | ----- |
| 1    | 4    | Kristóf Milák     | Hungria       | 1:52.96 | Q     |
| 2    | 3    | Chad le Clos      | África do Sul | 1:55.88 | Q     |
| 3    | 5    | Denys Kesil       | Ucrânia       | 1:55.95 | Q     |
| 4    | 7    | Tamás Kenderesi   | Hungria       | 1:56.25 | QSO   |
| 5    | 2    | Matthew Temple    | Austrália     | 1:56.52 |       |
| 6    | 1    | Luiz Altamir Melo | Brasil        | 1:57.43 |       |
| 7    | 8    | Mackenzie Darragh | Canadá        | 1:57.89 |       |
| 8    | 6    | Louis Croenen     | Bélgica       | 1:59.12 |       |

Desempate
O desempate para a final ocorreu dia 24 de julho às 10:00. 
| Posição | Raia | Nadador         | Nacionalidade | Tempo   | Notas |
| ------- | ---- | --------------- | ------------- | ------- | ----- |
| 1       | 5    | Tamás Kenderesi | Hungria       | 1:59.39 | Q     |
| 2       | 4    | Antani Ivanov   | Bulgária      | 1:59.52 |       |

### Final
A final foi realizada em 24 de julho às 20:47. 
| Pos.              | Raia | Nadador           | Nacionalidade  | Tempo   | Notas            |
| ----------------- | ---- | ----------------- | -------------- | ------- | ---------------- |
| Medalha de ouro   | 4    | Kristóf Milák     | Hungria        | 1:50.73 | Recorde mundial  |
| Medalha de prata  | 3    | Daiya Seto        | Japão          | 1:53.86 |                  |
| Medalha de bronze | 2    | Chad le Clos      | África do Sul  | 1:54.15 |                  |
| 4                 | 7    | Federico Burdisso | Itália         | 1:54.39 | Recorde nacional |
| 5                 | 1    | Denys Kesil       | Ucrânia        | 1:54.79 | Recorde nacional |
| 6                 | 5    | Zach Harting      | Estados Unidos | 1:55.69 |                  |
| 7                 | 6    | Leonardo de Deus  | Brasil         | 1:55.96 |                  |
| 8                 | 8    | Tamás Kenderesi   | Hungria        | 1:57.10 |                  |

Legenda
| Recorde mundial       | Recorde mundial (World record)               |                       | Recorde africano                      | Recorde africano (African) |                                           | Q | Classificado por posição (Qualified) |
| Recorde do campeonato | Recorde do campeonato (Championship record)  | Recorde da América    | Recorde da América (Americas)         | q                          | Classificado por melhor tempo (Qualified) |   |                                      |
| Melhor marca do ano   | Melhor marca do ano (World leading)          | Recorde asiático      | Recorde asiático (Asian)              | DNS                        | Não largou (Did not start)                |   |                                      |
| Recorde nacional      | Recorde nacional (National record)           | Recorde europeu       | Recorde europeu (European)            | DNF                        | Não terminou (Did not finish)             |   |                                      |
| Recorde pessoal       | Recorde pessoal do atleta (Personal best)    | Recorde da Oceania    | Recorde da Oceania (Oceania)          | DSQ / DQ                   | Desclassificado (Disqualified)            |   |                                      |
| Recorde da temporada  | Recorde da temporada do atleta (Season best) | Recorde sul-americano | Recorde sul-americano (South America) | NM                         | Sem marca (No mark)                       |   |                                      |